# 범기영
범기영(范基榮, 1976년 2월 15일 ~ )은 대한민국 한국방송공사의 기자 겸 앵커이다. 전직 사사건건 앵커이다.

## 학력
- 광주지산초등학교 졸업
- 광주진흥중학교 졸업
- 조선대학교부속고등학교 졸업
- 서강대학교 정치외교학과 졸업
- SOAS University of London 방문연구원

## 경력
- 2003년 한국일보 사회부 정치부 기자
- 여수문화방송 사회부 기자
- 2006년 3월: KBS 30기 경력 공채 기자
- KBS 보도국 사회1부 보건복지 분야 기자
- KBS 보도국 사회부 기자
- KBS 보도국 경제부 기자
- KBS 보도국 통일외교부 기자
- KBS 보도국 국제부 기자
- KBS 보도국 과학재난부 과학 분야 기자
- KBS 시사제작국 취재파일4321 기자
- KBS 보도국 뉴스제작3부 기자
- KBS 앵커
- KBS 시사기획 창

## 진행

### 텔레비전
- 2009년 노무현 전 대통령 국민장 서울시청 앞 노제 KBS 중계방송
- 2018년~2019: KBS1 《KBS 뉴스 12》
- 2018년: KBS1 《KBS 뉴스광장》임시진행
- 2020년: KBS1 《KBS 뉴스 12》임시진행
- 2021년~2023년: KBS1 《사사건건》
- 2022년: 제20대 대통령 선거 개표방송
- 2022년, 2023년: 중앙선거방송토론위원회 주관 정당정책토론회